# Elvis for Everyone!
Elvis for Everyone! es el vigésimo tercer álbum de estudio del músico y cantante estadounidense Elvis Presley, publicado por la compañía discográfica RCA Victor en agosto de 1965. El álbum recoge grabaciones realizadas en un espacio de diez años en los Sun Studio de Memphis, RCA Studio B de Nashville y Radio Recorders de Hollywood. Alcanzó el puesto diez en la lista estadounidense Billboard 200.

## Contenido
Unas sesiones en mayo de 1963 no llegaron a producir su quinto álbum de estudio de la década de 1960, y en 1965 la producción de Presley estaba centrada en su carrera cinematográfica y en la grabación de bandas sonoras. Desde Pot Luck, Presley no había publicado un álbum de estudio propiamente dicho, aunque sí un total de siete bandas sonoras. RCA desarrolló el concepto de álbum aniversario para celebrar los diez años de Presley en el sello discográfico con el lanzamiento de Elvis for Everyone!. Desde mayo de 1963, Presley solo había realizado una sesión de grabación no relacionada con sus bandas sonoras, en enero de 1964, que produjo tres canciones, dos de las cuales habían sido utilizadas como sencillos. Escaso de nuevo material, RCA decidió recopilar el álbum a partir de temas inéditos desde sus inicios en Sun Records, con sesiones tanto de bandas sonoras como de publicaciones normales. 
De las canciones del álbum, solo «Summer Kisses, Winter Tears», grabada pero no usada para la película Flaming Star, había sido previamente publicada en el EP Elvis By Request. Varias canciones habían aparecido en películas, pero sin embargo no habían sido editadas en disco. «In My Way» apareció en el largometraje Wild in the Country, «Sound Advice» en Follow That Dream, y la balada tradicional «Santa Lucia» en Viva Las Vegas. Los ocho temas restantes eran inéditos hasta la fecha. La balada «Tomorrow Night», de la era de Sun Records», fue sobregrabada especialmente para el álbum, y no fue publicada en su forma original hasta el lanzamiento en 1987 de The Complete Sun Sessions.

## Lista de canciones
| Cara A |                                        |                                    |          |  |
| N.º    | Título                                 | Escritor(es)                       | Duración |  |
| 1.     | «Your Cheatin' Heart»                  | Hank Williams                      | 2:24     |  |
| 2.     | «Summer Kisses, Winter Tears»          | Fred Wise, Ben Weisman, Jack Lloyd | 2:17     |  |
| 3.     | «Finders Keepers, Losers Weepers»      | Dory Jones, Ollie Jones            | 1:47     |  |
| 4.     | «In My Way» (from Wild in the Country) | Fred Wise, Ben Weisman             | 1:19     |  |
| 5.     | «Tomorrow Night»                       | Sam Coslow, Wilhelm Grosz          | 2:58     |  |
| 6.     | «Memphis, Tennessee»                   | Chuck Berry                        | 2:08     |  |

| Cara B |                                         |                                        |          |  |
| N.º    | Título                                  | Escritor(es)                           | Duración |  |
| 1.     | «For the Millionth and the Last Time»   | Roy C. Bennett, Sid Tepper             | 2:05     |  |
| 2.     | «Forget Me Never»                       | Fred Wise , Ben Weisman                | 1:35     |  |
| 3.     | «Sound Advice» (from Follow That Dream) | Bernie Baum, Bill Giant, Florence Kaye | 1:45     |  |
| 4.     | «Santa Lucia» (de Viva Las Vegas)       | Tradicional                            | 1:11     |  |
| 5.     | «I Met Her Today»                       | Hal Blair, Don Robertson               | 2:42     |  |
| 6.     | «When It Rains, It Really Pours»        | William Emerson                        | 1:47     |  |

## Personal
| - Elvis Presley – voz, guitarra - Scotty Moore – guitarra - Tiny Timbrell – guitarra - Howard Roberts – guitarra - Hank Garland – guitarra - Neal Matthews, Jr. – guitarra - Harold Bradley – guitarra - Grady Martin – guitarra | - Billy Strange – guitarra - Jerry Kennedy – guitarra - Dudley Brooks – piano - Floyd Cramer – piano - Jimmie Haskell – acordeón - Gordon Stoker – acordeón - Bill Black – contrabajo - Meyer Rubin – bajo | - Bob Moore – bajo - D. J. Fontana – batería - Bernie Mattinson – batería - Buddy Harman – batería - Boots Randolph – saxofón, clarinete - The Jordanaires – coros - Millie Kirkham – coros |

## Posición en listas
| País           | Lista                   | Posición |
| -------------- | ----------------------- | -------- |
| Estados Unidos | Billboard Pop Albums    | 10       |
| Reino Unido    | Official Charts Company | 8        |